# جان فترمن

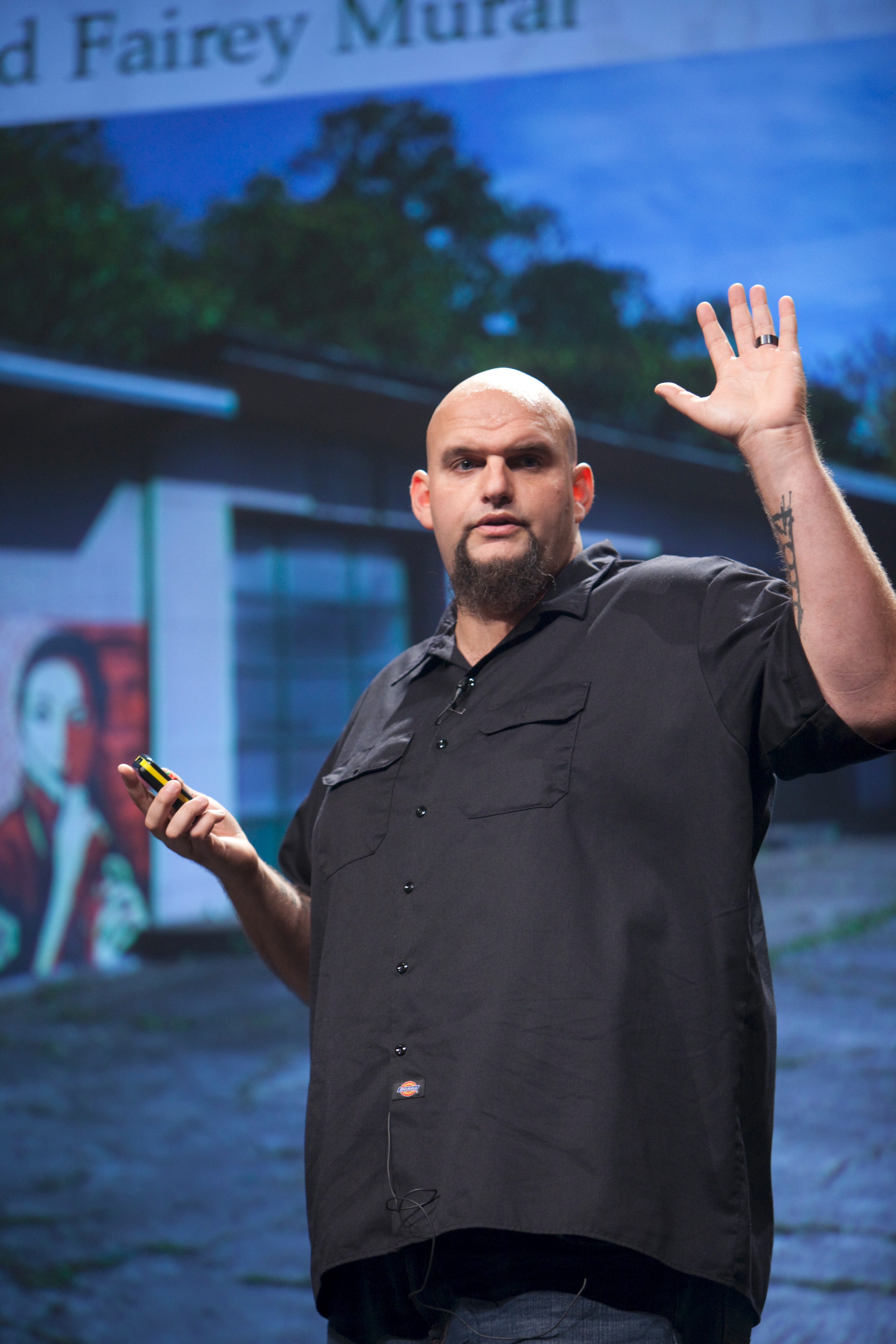
فترمن در سال ۲۰۰۹

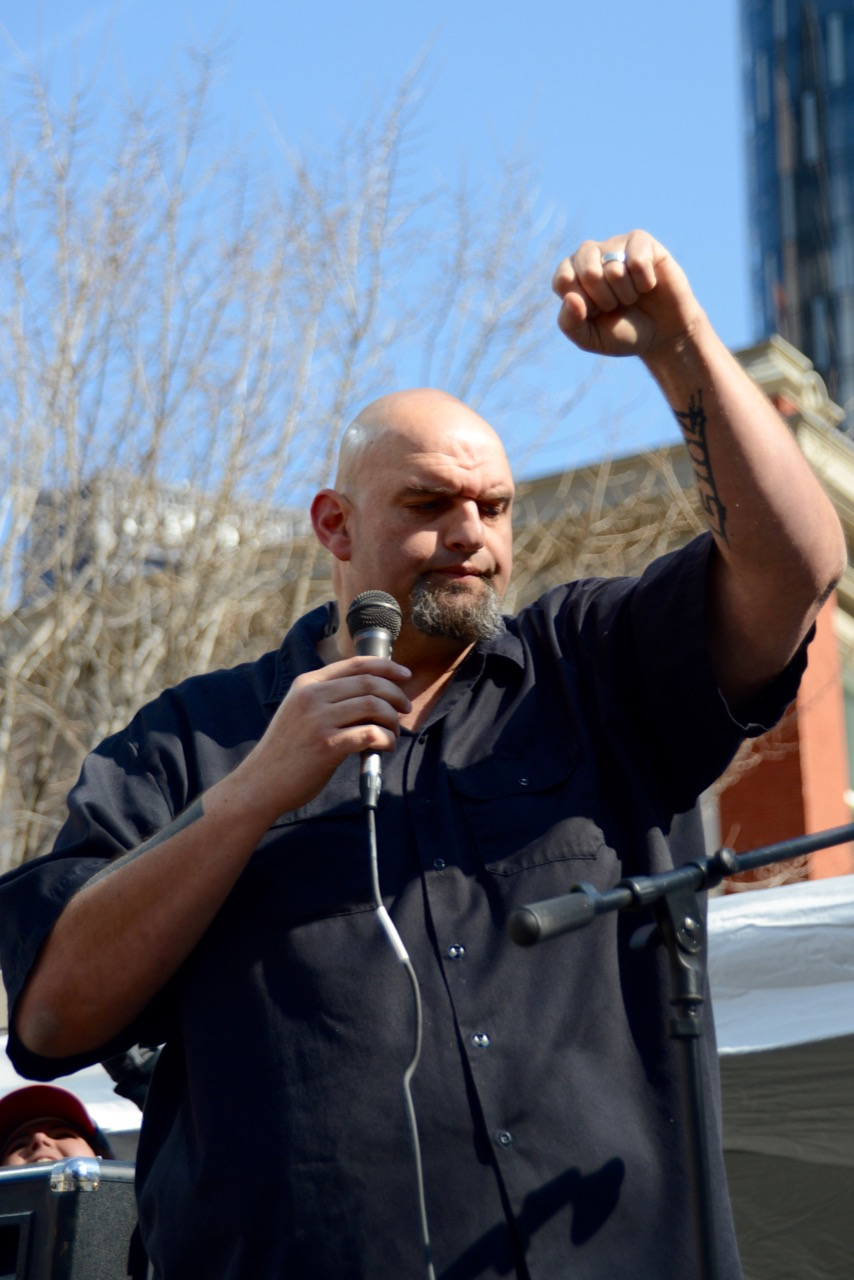
فترمن در پیتزبورگ در حال مبارزات انتخاباتی است

جان فترمن (متولد ۱۵ اوت ۱۹۶۹) سیاستمداری آمریکایی  و سناتور منتخب ایالات متحده از پنسیلوانیا است که از ژانویه ۲۰۱۹ سی و چهارمین معاون فرماندار پنسیلوانیا است. وی که از اعضای حزب دموکرات است، پیش از این از سال ۲۰۰۵ تا ۲۰۱۹ به عنوان شهردار بردک، پنسیلوانیا کار می‌کرد. فترمن که اهل یورک، پنسیلوانیا است، در سال ۱۹۹۱ لیسانس مالیه را از کالج آلبرایت و کارشناسی ارشد را در رشته سیاست گذاری عمومی از دانشگاه هاروارد دریافت کرد. وی در سال ۲۰۰۱ برای کار در امریکور و تأسیس یک سازمان غیرانتفاعی، Braddock Redux به بردک نقل مکان کرد.

## زندگی شخصی
در سال ۲۰۱۸، فترمن به‌طور عمومی در مورد کاهش قابل توجه وزنش صحبت کرد. در آن زمان، او نزدیک به ۱۵۰ پوند (۷۰ کیلوگرم) از دست داده بود قد فترمن ۶ فوت ۸ اینچ (۲٫۰۳ متر) است.